# Eburia sericea
Eburia sericea es una especie de escarabajo longicornio del género Eburia, tribu Eburiini, familia Cerambycidae. Fue descrita científicamente por Sallé en 1855.
Se distribuye por Cuba, Haití, Jamaica y República Dominicana.

## Descripción
La especie mide 17-20 milímetros de longitud. El período de vuelo ocurre en el mes de mayo.